# Hlboké nad Váhom
Hlboké nad Váhom (Hongaars:Mélyesd) is een Slowaakse gemeente in de regio Žilina, en maakt deel uit van het district Bytča.
Hlboké nad Váhom telt 915 inwoners.